# Philippe Ermenault
Philippe Ermenault (Flixecourt, 29 aprile 1969) è un ex pistard e ciclista su strada francese.
Ha partecipato a tre edizioni dei Giochi olimpici (1992, 1996 e 2000) conquistando due medaglie ad Atlanta 1996, l'oro nell'inseguimento a squadre e l'argento nell'inseguimento individuale.

## Palmarès

### Pista
- 1992

Campionati francesi, Inseguimento individuale
- 1993

Campionati francesi, Inseguimento individuale
- 1994

Campionati francesi, Inseguimento individuale
- 1995

Campionati francesi, Inseguimento individuale
3ª prova Coppa del mondo, Inseguimento a squadre (Adelaide, con Cyril Bos, Eric Magnin e Jean-Michel Monin)
4ª prova Coppa del mondo, Inseguimento a squadre (Tokyo, con Cyril Bos, Eric Magnin e Jean-Michel Monin)
4ª prova Coppa del mondo, Inseguimento individuale (Tokyo)
- 1996

Campionati francesi, Inseguimento individuale
Campionati francesi, Corsa a punti
Giochi olimpici, Inseguimento a squadre (con Christophe Capelle, Jean-Michel Monin e Francis Moreau)
- 1997

Campionati francesi, Inseguimento individuale
Campionati francesi, Corsa a punti
Campionati del mondo, Inseguimento individuale
- 1998

Campionati del mondo, Inseguimento individuale
- 1999

1ª prova Coppa del mondo, Inseguimento a squadre (Città del Messico, con Cyril Bos, Francis Moreau e Damien Pommereau)
Campionati francesi, Inseguimento individuale

### Strada
- 1990 (Dilettanti)

1ª tappa, 2ª semitappa Bayern Rundfahrt (Ingolstadt, cronometro)

## Piazzamenti

### Competizioni mondiali
- Giochi olimpici

Barcellona 1992 - Inseguimento individuale: 5º
Barcellona 1992 - Inseguimento a squadre: 11º
Atlanta 1996 - Inseguimento individuale: 2º
Atlanta 1996 - Inseguimento a squadre: vincitore
Sydney 2000 - Inseguimento a squadre: 4º
- Campionati del mondo su pista

Stoccarda 1991 - Inseg. individuale Dilettanti: 7º
Hamar 1993 - Inseguimento individuale: 2º
Palermo 1994 - Inseguimento individuale: 7º
Bogotá 1995 - Inseguimento individuale: 4º
Manchester 1996 - Inseguimento a squadre: 2º
Perth 1997 - Inseguimento individuale: vincitore
Perth 1997 - Corsa a punti: 4º
Perth 1997 - Inseguimento a squadre: 3º
Bordeaux 1998 - Inseguimento individuale: vincitore
Berlino 1999 - Inseguimento individuale: 6º
Berlino 1999 - Inseguimento a squadre: 2º